# 藪塚本町郵便局
藪塚本町郵便局（やぶづかほんまちゆうびんきょく）は、群馬県太田市大原町にある郵便局。民営化前の分類では集配普通郵便局であった。

## 概要
民営化直前の集配業務再編において、多くの集配普通郵便局は統括センターとなったが、当局は配達センターとされたため、民営化後も郵便事業株式会社の支店は併設されず、集配センターが併設された。

## 沿革
- 1876年（明治9年）6月1日 - 大原本町（おおはらほんまち）郵便局（五等）として開設[1]。
- 1885年（明治18年）10月1日 - 貯金取扱を開始。
- 1886年（明治19年）6月1日 - 本町（ほんまち）郵便局に改称。
- 1890年（明治23年）4月1日 - 為替取扱を開始。
- 1967年（昭和42年）3月23日 - 電話交換事務を桐生電報電話局に移管[2]。
- 1999年（平成11年）8月1日 - 特定郵便局から普通郵便局に局種別改定するとともに、藪塚本町郵便局に改称。
- 2000年（平成12年）8月14日 - 外国通貨の両替および旅行小切手の売買に関する業務取扱を開始。
- 2007年（平成19年）10月1日 - 民営化に伴い、併設された郵便事業桐生支店藪塚本町集配センターに一部業務を移管。
- 2012年（平成24年）10月1日 - 日本郵便株式会社発足に伴い、郵便事業桐生支店藪塚本町集配センターを藪塚本町郵便局に統合。

## 取扱内容
- 郵便、印紙、ゆうパック、内容証明
- 貯金、為替、振替、振込、国際送金、国債、投資信託
- 生命保険、バイク自賠責保険、自動車保険
- ゆうちょ銀行ATM
- 「379-23xx」区域（太田市（旧新田郡薮塚本町域）、みどり市（旧新田郡笠懸町域））の集配業務

## 周辺
- 太田市役所 藪塚本町庁舎・行政センター
- 藪塚本町文化ホール（カルトピア）・藪塚本町図書館
- 太田市立藪塚本町中学校
- 太田市立藪塚本町小学校

## アクセス
- 東武桐生線 藪塚駅から西へ約2.1km（徒歩約25分）
- 太田市公共バス「シティーライナーおおた」 藪塚本町小学校前停留所もしくは中央公民館前停留所下車
- 北関東自動車道 太田藪塚ICから北東へ約2.5km
- 駐車場あり：17台